# Samira Efendi
Samira Azer gizi Efendiyeva (azeri: Samirə Azər qızı Əfəndiyeva; 17. april 1991), kendt som Samira Efendi eller Efendi, er en aserbajdsjansk sanger.